# Rimavské Janovce
Rimavské Janovce és un poble i municipi d'Eslovàquia. Es troba a la regió de Banská Bystrica.

## Història
La primera menció escrita de la vila es remunta al 1270.

## Demografia
| Godina             | 1994 | 2004   | 2014   | 2024    |
| ------------------ | ---- | ------ | ------ | ------- |
| Nombre de persones | 1196 | 1236   | 1356   | 1495    |
| Diferència         |      | +3,34% | +9,70% | +10,25% |

| Godina             | 2023 | 2024   |
| ------------------ | ---- | ------ |
| Nombre de persones | 1456 | 1495   |
| Diferència         |      | +2,67% |